# Ørkenens Banditter
Ørkenens Banditter er en amerikansk stumfilm fra 1917 af William S. Hart.

## Medvirkende
- William S. Hart som Budd Marr
- Vola Vale som Betty Bryce
- Robert McKim
- Dorcas Matthews som Topaz Pressley
- J.P. Lockney som Grubstake Higgins